# Postcard Records
Postcard Records är ett Glasgowbaserat självständigt skivbolag grundat av Alan Horne år 1979 som bas för Orange Juice och Josef K-utgåvor. Skivbolagets motto var "The Sound of Young Scotland", en kärleksfull anspelning på Motowns motto "The sound of young America".
Det första skivbolaget släppte var "Falling and Laughing" av Orange Juice, vilken blev en kommersiell och kritisk framgång. Skivbolaget skrev kontrakt med band som Aztec Camera och The Go-Betweens innan det föll ihop 1982. Horne startade upp företaget igen under början av 1990-talet och fortsätter än idag att ge ut skivor.